# Morten Harket
Morten Harket (* 14. září 1959 Kongsberg) je norský hudebník, nejvíce známý jako zpěvák synthpopové skupiny A-ha, založené roku 1982, s níž vydal deset alb. Získal osm cen Grammy. Celosvětové slávy dosáhl v roce 1985 po průlomovém hitu „Take on Me“ s animovaným videoklipem.
Sláva skupiny kulminovala v druhé polovině 80. let. Existuje dodnes[kdy?], ale v jejím fungování bylo mnoho přestávek, během kterých Morten mj. vydal šest sólových alb (Poetenes Evangelium, Wild Seed, Vogts Villa, Letter from Egypt, Out of My Hands, Brother). Před vstupem do A-ha, v první polovině 80. let, byl bluesovým zpěvákem na klubové scéně v Oslu, ve skupině Souldier Blue. Roku 2012 obdržel norské vyznamenání Řád svatého Olafa. Je fanouškem fotbalového klubu Stoke City. Vyrůstal v Askeru na jihu Norska. V roce 1996 uváděl show Eurovision Song Contest.